# Transport à Grenoble
Grenoble est une ville densément construite car entourée de montagnes. La ville est réputée pour ne pas favoriser la circulation automobile en son sein (nombreux sens interdits) mais est reconnue pour la qualité de son réseau de transports en commun. À la jonction de trois vallées importantes à l'entrée des Alpes, le transport dans la métropole grenobloise est un enjeu économique majeur, notamment en hiver.
De plus, l'Ascoparg, sentinelle de l'air, informe en temps réel des dangers pour la santé d'une trop importante circulation dans l'agglomération, imposant si nécessaire une vitesse maximale autorisée plus basse sur les voies rapides.

## Transport routier

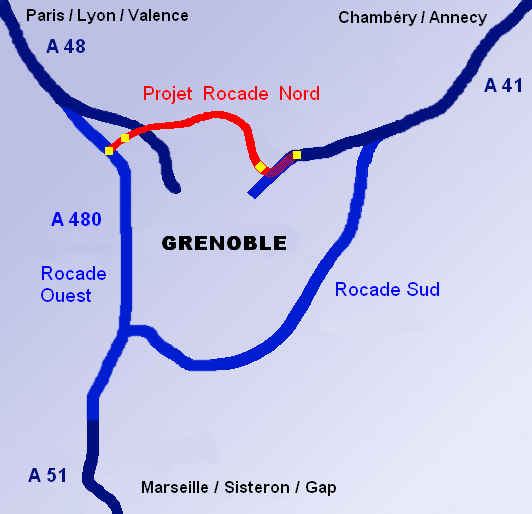
reseau autoroutier de Grenoble

### Réseau routier
Grenoble est accessible via le réseau autoroutier. Quatre autoroutes mènent à la ville. Il s'agit de l'autoroute A41 qui part de la ville sur le nord-est pour la relier à Chambéry, la Savoie et la Suisse, de l'autoroute A48 qui part pour ainsi dire du centre ville pour la relier à Lyon, de l'autoroute A49 qui la rejoint à Valence et enfin de l'A51 qui pourrait à terme, relier la ville à Marseille en passant par les Alpes. À cela s'ajoute l'autoroute urbaine A480 (Aussi appelée Rocade Ouest) qui relie l'A48 à l'A51 à l'ouest de la ville en longeant le Drac ainsi que la Rocade Sud de contournement de Grenoble par le sud qui relie à l'ouest l'A480 à l'A41 au nord-est.
À l'intérieur de la ville, Grenoble est réputée pour ses longues avenues rectilignes comme l'Avenue Jean Perrot ou l'Avenue Marcellin-Berthelot. Jusqu'aux Jeux olympiques de 1968, la ville était relativement peu étendue et la zone située entre les grands boulevards et Échirolles était peu urbanisée. La plus longue avenue de France, le cours de la Libération et du Général De Gaulle traverse trois communes et fait 7,8 km.
Dans le sens est-ouest, il existe deux axes importants : l'Avenue de l'Europe reliant l'A480 à Eybens et les grands boulevards reliant la ville de Seyssinet-Pariset à Saint-Martin-d'Hères puis Chambéry sous forme de route nationale. Ce dernier axe était très souvent engorgé, jusqu'à 60 000 véhicules y circulaient quotidiennement.

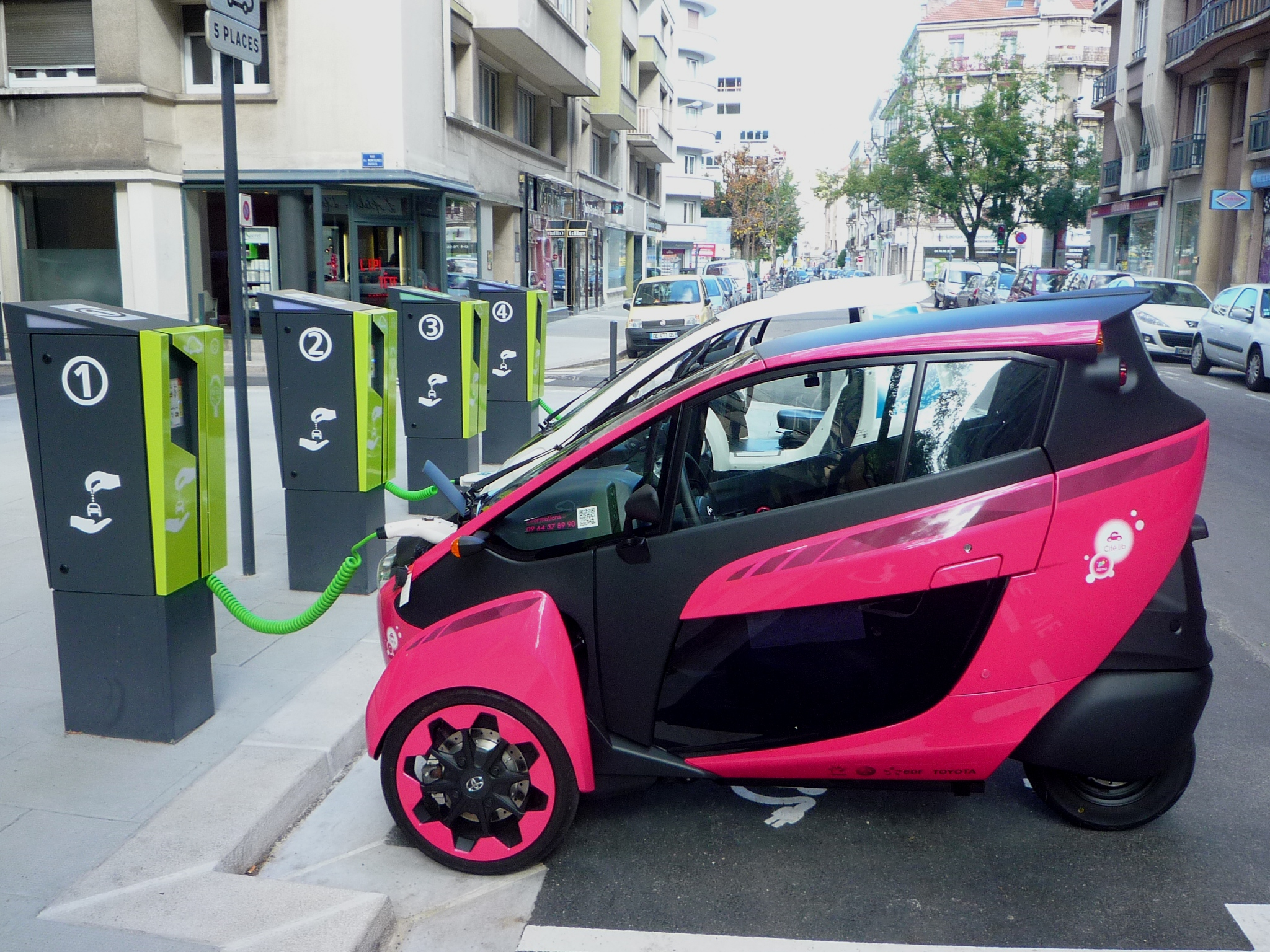
Toyota i-road à Grenoble

Depuis 2006, la ligne C de tramway y circule, diminuant ainsi la circulation automobile. Toujours sur ce même axe est-ouest, un projet de rocade autoroutière Nord passant sous la Bastille a été étudié, puis abandonné, la Commission d'enquête ayant rendu en mars 2010 un avis défavorable à ce que le projet soit déclaré d'intérêt public.
En juin 2010 le bâtiment de la Gestion multimodale centralisée des déplacements est inauguré et prendra l'année suivante le nom de Stationmobile. Après la mise en service en janvier 2011 du pont de Chartreuse, la requalification des quais de l'Isère visant à réduire la circulation automobile sur une seule voie de circulation au lieu de deux est lancée par le maire Michel Destot. Parallèlement, il lance le projet i-Road de déplacement innovant électrique où chaque borne est alimentée par de l'énergie propre. Ce projet est notamment monté en partenariat avec Toyota et EDF constituant une exclusivité mondiale autour du transport innovant électrique dans des véhicules nouveaux mis en service en octobre 2014.

## Transport urbain

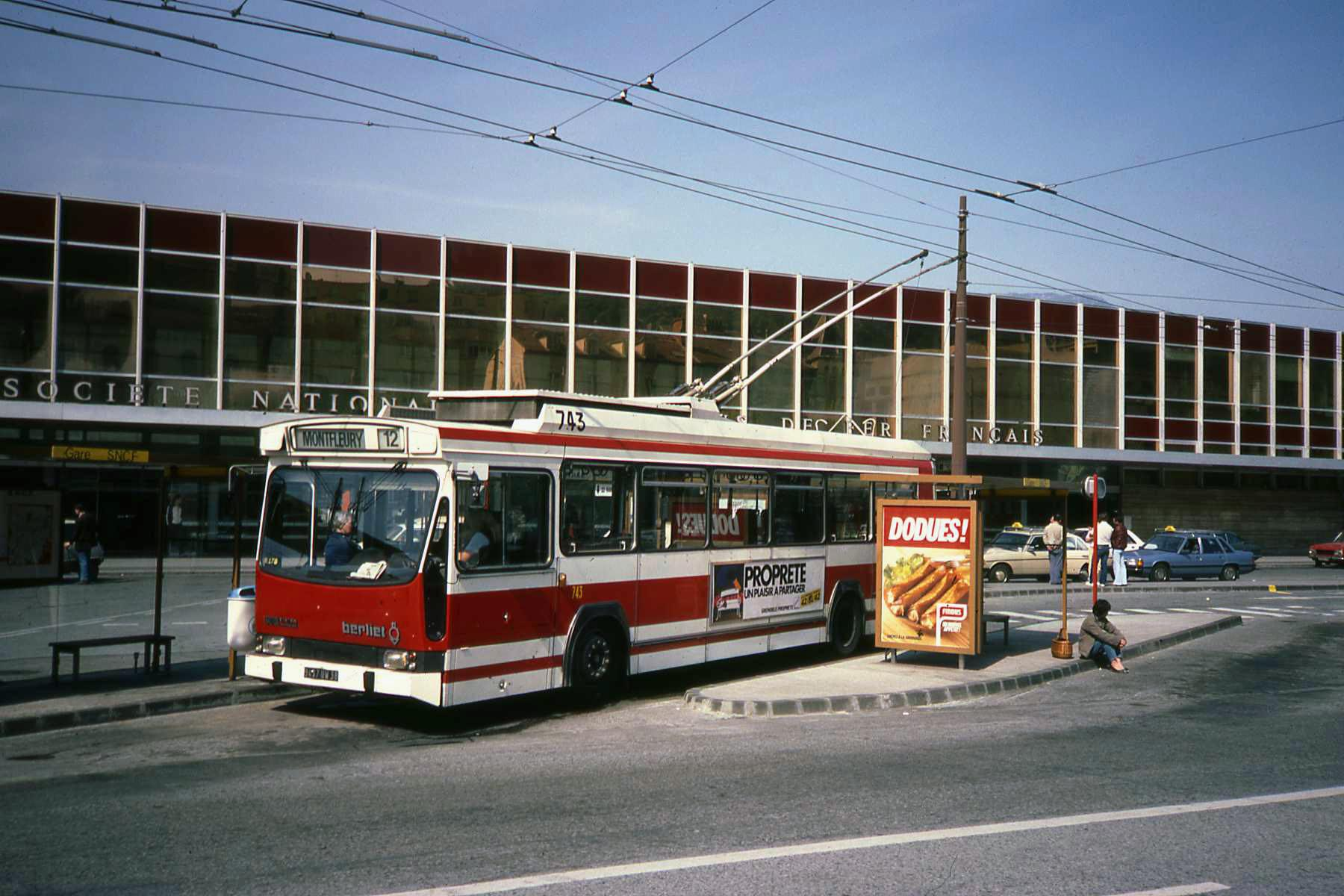
Un Berliet ER100 devant la gare de Grenoble en 1984.

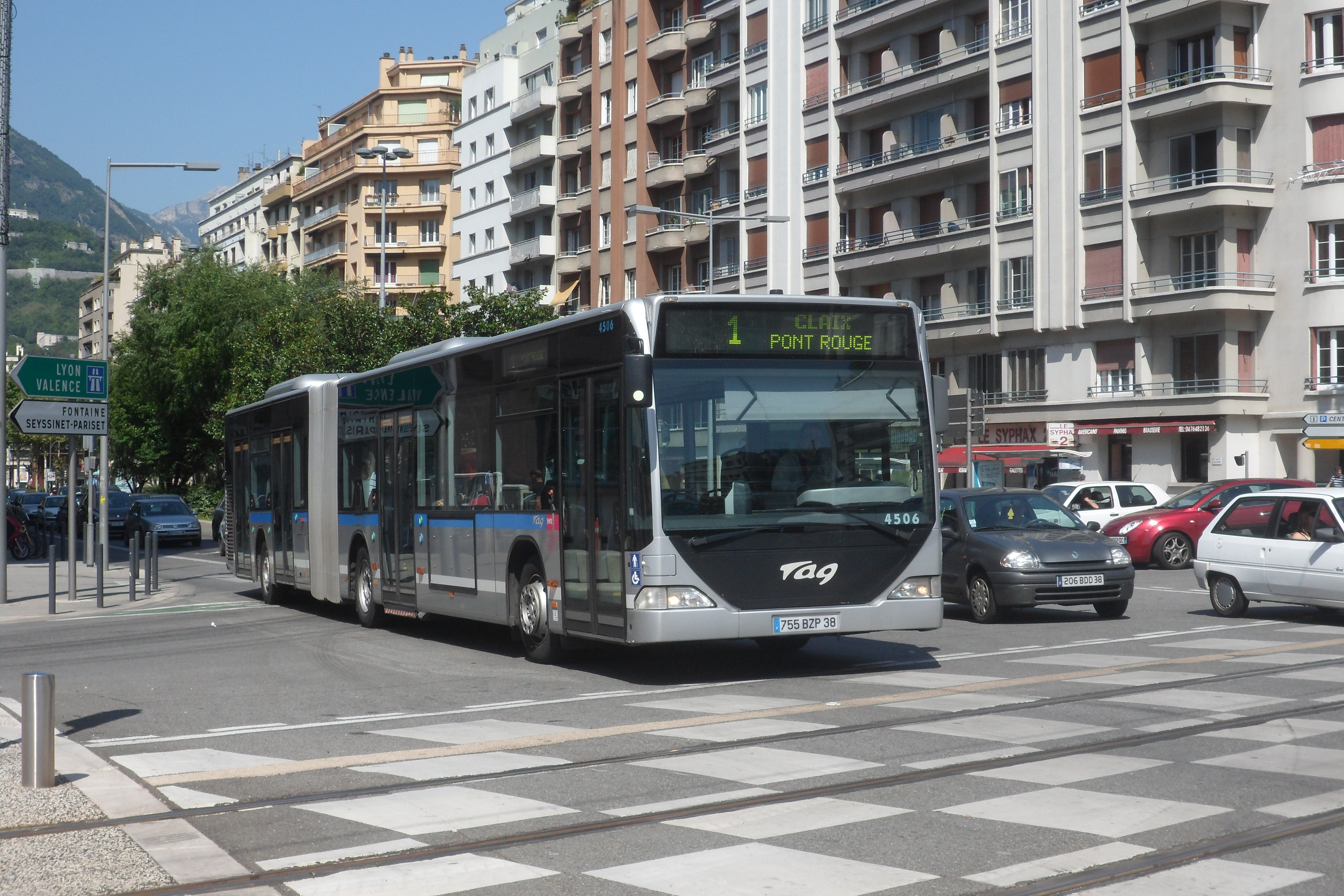
Un Citaro G sur l'ancienne ligne 1, dans Grenoble.

Les transports urbains de la métropole de Grenoble sont exploités par la Sémitag sous la marque commerciale "TAG" (Transports de l'agglomération grenobloise). Le réseau est composé à la suite de sa restructuration le 1er septembre 2014 de :
- 5 lignes de tramway circulant de 4 h 45 à 1 h 39 du matin ;
- 7 lignes de bus majeures baptisées « Chrono » circulant de 5 h 15 à 1 h 10 du matin ;
- 12 lignes de bus principales baptisées « Proximo » circulant de 5 h 25 à 21 h ;
- 27 lignes de bus spécifiques baptisées « Flexo » circulant de 6 h 30 à 20 h et sur réservation pour certaines tranches horaires.
- 16 lignes Cars Région Express et Cars Région Isère exploitant des liaisons interurbaines entre Grenoble et d'autres villes du département mais accessibles avec la tarification TAG dans la métropole grenobloise.

Jusqu'à la fin du vingtième siècle, ce réseau comptait un ensemble de trolleybus qui furent petit à petit remplacés par des bus jusqu'à leur retrait en juin 1999.
Le réseau est régulièrement modifié et amélioré. L'une des plus importantes modifications dans la structure du réseau sont l'ouverture de ligne C du tramway de Grenoble en 2006 et la restructuration du réseau d'autobus en septembre 2014 (voir l'article détaillé sur le tramway de Grenoble). 
Le réseau de Grenoble est réputé pour son accessibilité, les bus et les tramways sont équipés d'un module central permettant l'abaissement du plancher et ainsi faciliter la descente et la montée de personnes en situation de handicap. De plus les Abribus sont également  aménagé pour être accessible et réduire les risques d'accidents avec une distance minimum de 110 cm entre le bord et l'abri-bus afin d'éviter des incidents de balayage de l'avant du bus. 
En 2014, près de 83 millions de passagers ont été transportés par la Sémitag au sein de la métropole.
La Sémitag a mis en place et gère un système de vélos en libre service et de consignes à vélos, nommées Métrovélo, placées en particulier aux parkings périphériques et aux gares.

## Transport ferroviaire

Gares de l'agglomération grenobloise

Grenoble est un pôle ferroviaire d'importance régionale.
- Le trafic vers l'international se limite à des liaisons TER (5 du lundi au samedi et 3 les dimanches et fêtes) vers Genève, cette dernière ville offrant d'excellentes correspondances directes pour Lausanne, Martigny/Sion/Brigue, Milan/Venise, Berne, Zurich (Munich/Vienne) et Bâle.
- Au niveau national, une dizaine de TGV desservent Paris au départ de la capitale des Alpes. Une liaison directe en TGV existait par le passé pour les directions de Lille et Nantes. En période de vacances scolaires d'hiver, un nombre important de liaisons supplémentaires sont mises en place et permettent de gagner Grenoble directement depuis Paris ou jadis des provenances aussi variées que Rennes, Le Havre, Poitiers ou Perpignan.
- La majorité du trafic correspond à des liaisons régionales vers Lyon, Chambéry, Aix-les-Bains, Annecy, Gap, et Valence.

En collaboration avec la Sémitag, la SNCF a mis en place un système permettant de voyager par le train entre toutes les gares de l'agglomération grenobloise avec un ticket de bus.
Il n'existe qu'une seule gare sur territoire de la ville de Grenoble, mais il en existe par ailleurs sept autres dans l'agglomération : la gare de Grenoble-Universités-Gières seconde gare de l'agglomération desservant la partie Est de l'agglomération, la gare d'Échirolles, la gare de Saint-Egrève, la gare de Pont-de-Claix, la gare de Jarrie - Vizille, la gare de Saint-Georges-de-Commiers et la gare de Vif.

## Transport aérien
Côté transport aérien, Grenoble est desservi par l'Aéroport de Grenoble - Isère. Celui-ci se trouve à 40 km au nord de la ville principalement (mais pas uniquement) sur la commune de Saint-Étienne-de-Saint-Geoirs. Depuis 2006 et avec l'explosion des compagnie aérienne à bas prix, le panel de destinations, notamment en direction des îles britanniques et de l'est de l'Europe s'est considérablement élargi (Londres, Dublin, Bruxelles, Amsterdam, Varsovie, Stockholm, etc.).
Plus proche de la ville, à 15 km, dans la vallée du Grésivaudan se trouve l'aérodrome du Versoud qui est aujourd'hui utilisé pour l'aviation non commerciale et de loisir. Il s'agit de l'un des aérodromes les plus fréquentés de France. À noter aussi que Grenoble se trouve aussi à moins de 100 km de l'aéroport de Lyon-Saint-Exupéry.

## Transport fluvial
Bien que la ville ait été fondée pour sa position idéale sur l'Isère et non loin du Drac, le transport fluvial y est fortement réduit en raison des normes modernes de navigation. Le trafic de péniches, même de bas tonnage, y est impossible. La navigation se limite à de petites barques et aux kayaks lors de balades touristiques. Bien que n'étant pas réellement un moyen de transport, l'aviron y est également pratiqué et l'Aviron grenoblois est un des clubs les plus prolifiques en nombre de champions français de la discipline.